# Prigor
Prigor is een Roemeense gemeente in het district Caraș-Severin.
Prigor telt 2746 inwoners.